# Scaptotrigona postica
Scaptotrigona postica là một loài Hymenoptera trong họ Apidae. Loài này được Latreille mô tả khoa học năm 1807.